# Moreno (subte de Buenos Aires)
Moreno es una estación de la línea C de la red de subterráneos de la Ciudad de Buenos Aires ubicada debajo de la calle Bernardo de Irigoyen entre la calle Moreno y la Avenida Belgrano, en el barrio de Monserrat. La estación fue construida por la compañía española CHADOPyF e inaugurada el 9 de noviembre de 1934 junto al primer tramo de la línea C, entre Constitución y Diagonal Norte.
En 1997 esta estación fue declarada Monumento Histórico Nacional.

## Decoración
La estación posee dos murales cerámicos de 20 x 2 metros basados en bocetos de Martín S. Noel y Manuel Escasany del año 1934, realizados por Hijos de Ramos Rejano en Sevilla, España. Ambos pertenecen a la serie Paisajes de España que recorre la línea entera y le dio en sus orígenes el nombre popular de «línea de los españoles»: el que se ubica en el andén hacia Constitución muestra lugares de Bilbao, Santander, San Sebastián, Álava y Navarra; y el que aparece en el andén opuesto, a Retiro, escenas de Santiago, Lugo, Asturias y Santander.

## Hitos urbanos
Se encuentran en las cercanías de esta:
- Plazoletas Provincia de Jujuy y Provincia de La Pampa
- Edificio del Ministerio de Obras Públicas
- Dirección Nacional de Vialidad
  - Biblioteca de la Dirección Nacional de Vialidad
- Registro de la Propiedad Inmueble de la Capital Federal
- Club Español
- Edificio SOMISA
- Superintendencia de Seguros de la Nación
- Instituto Nacional de Cine y Artes Audiovisuales
  - Escuela Nacional de Experimentación y Realización Cinematográfica
- Escuela Primaria Común N.º 3 María Sánchez de Thompson
- Escuela Primaria Común N.º 4 Cnel. Isidoro Suarez

## Imágenes

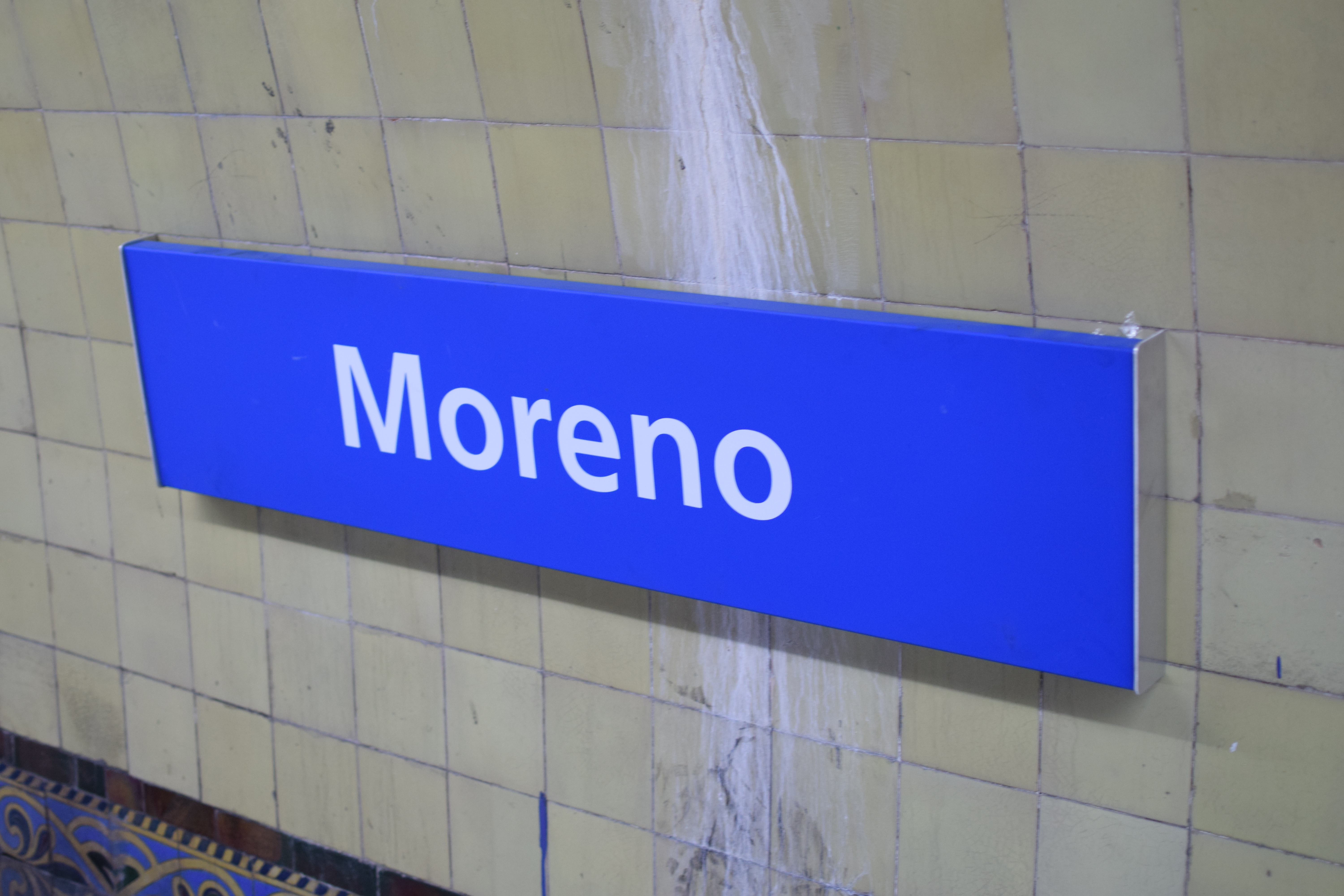
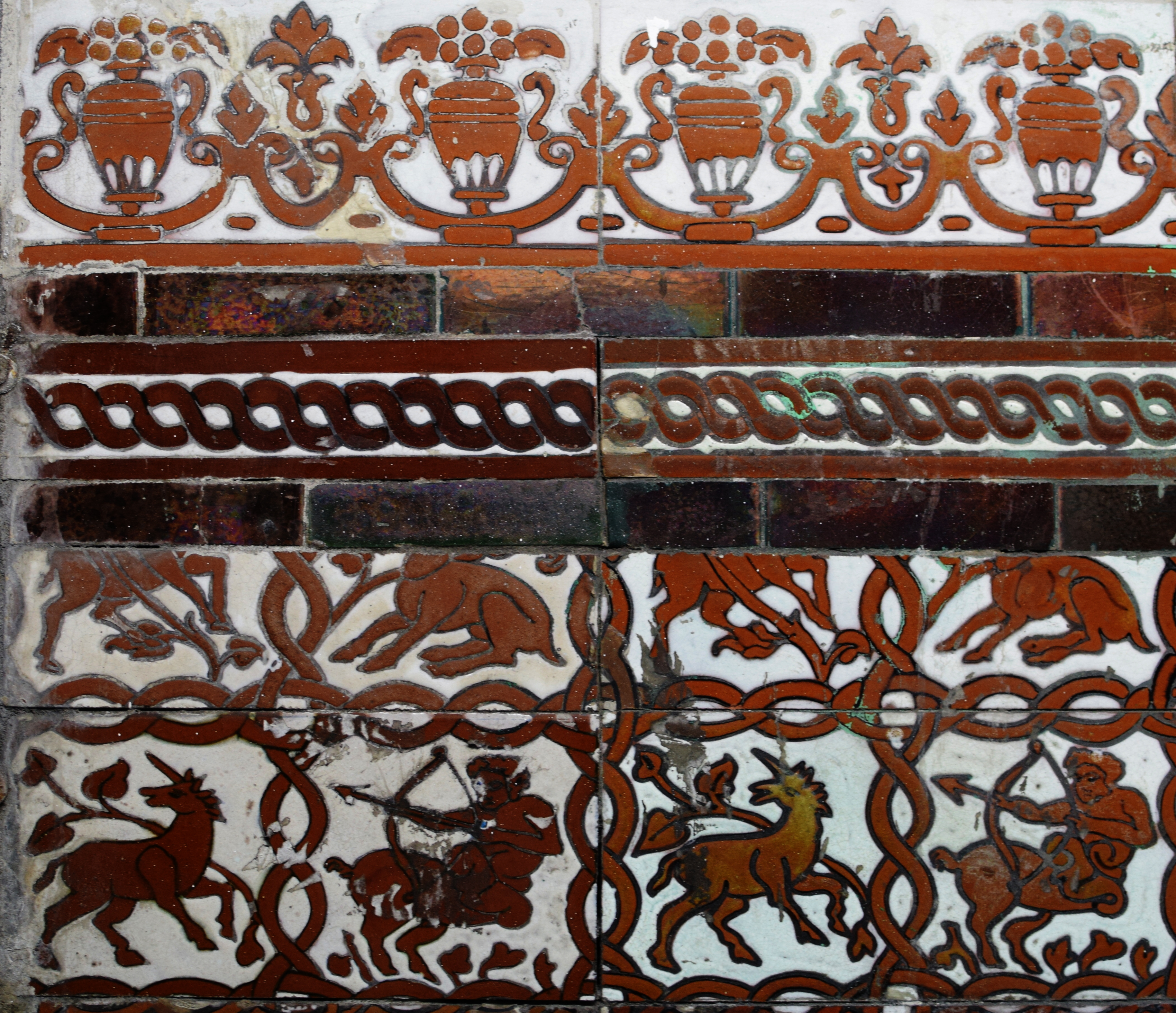
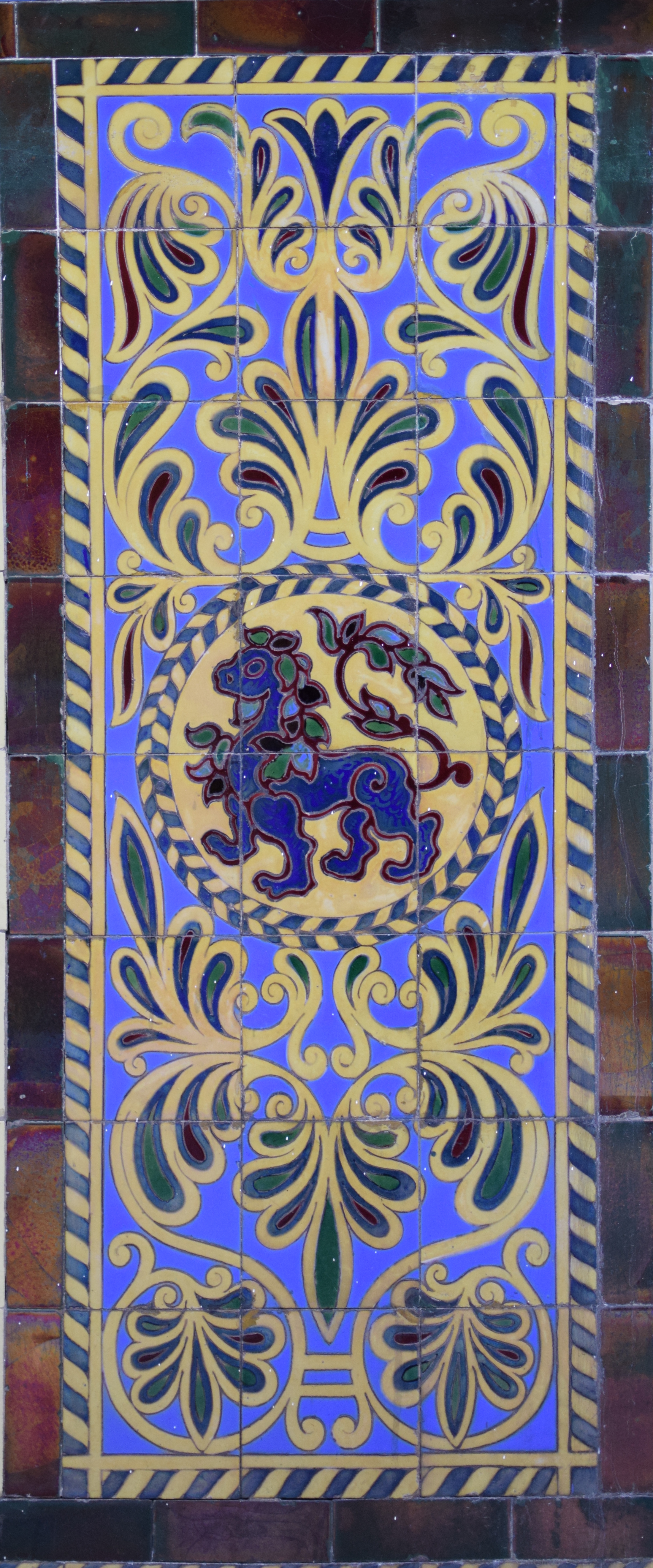
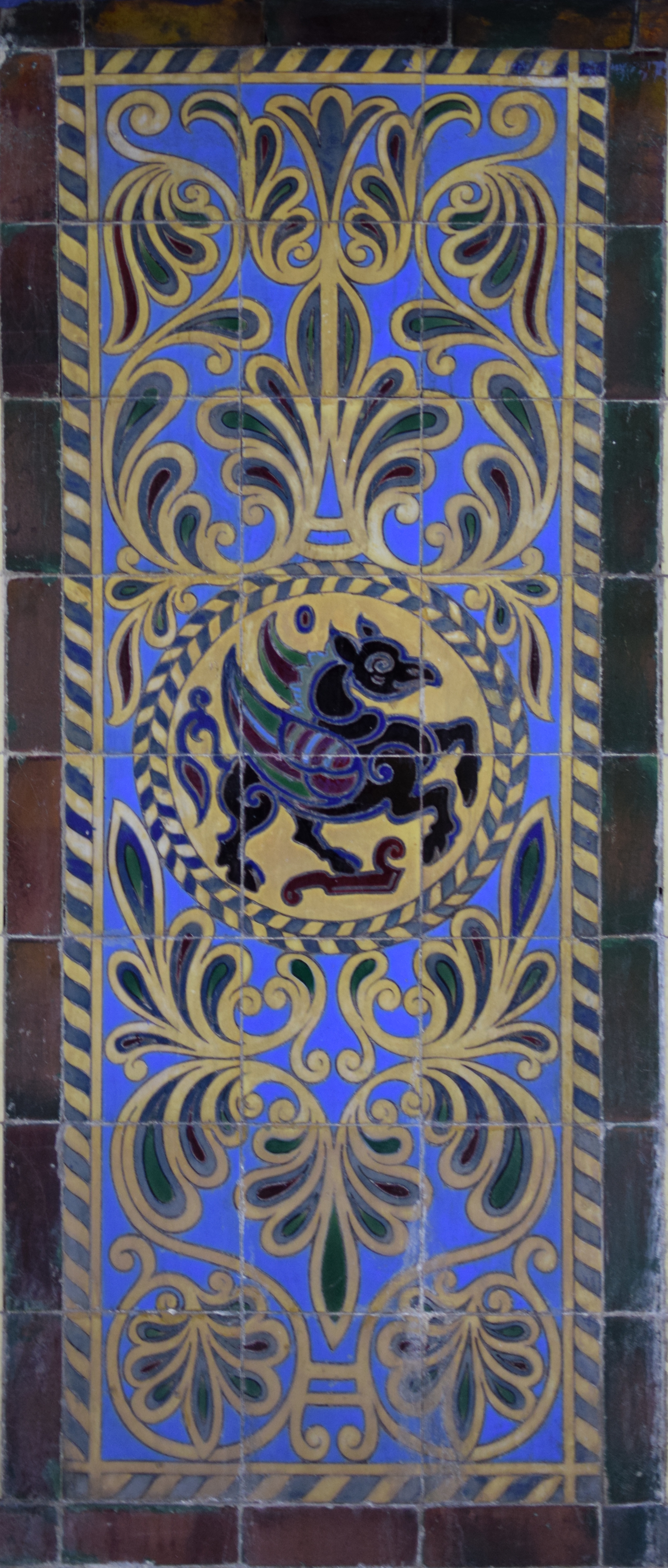
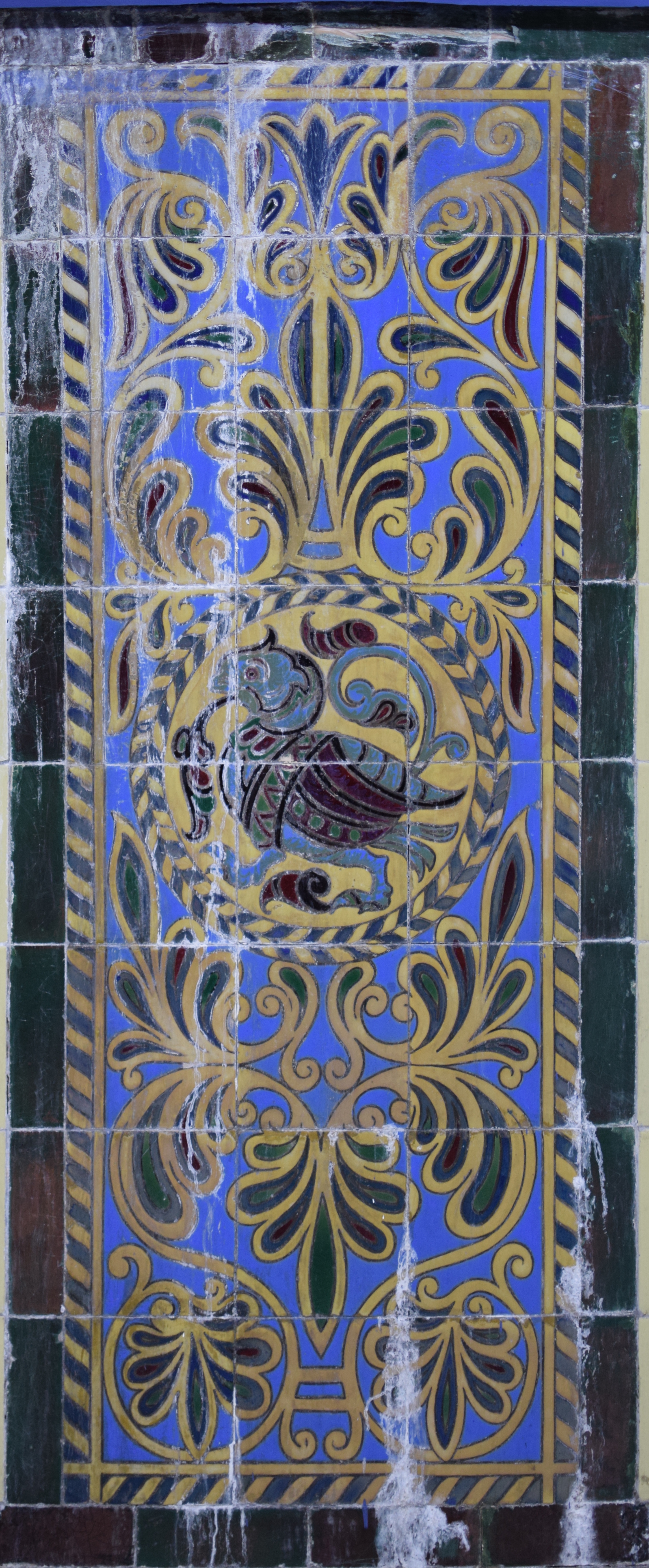
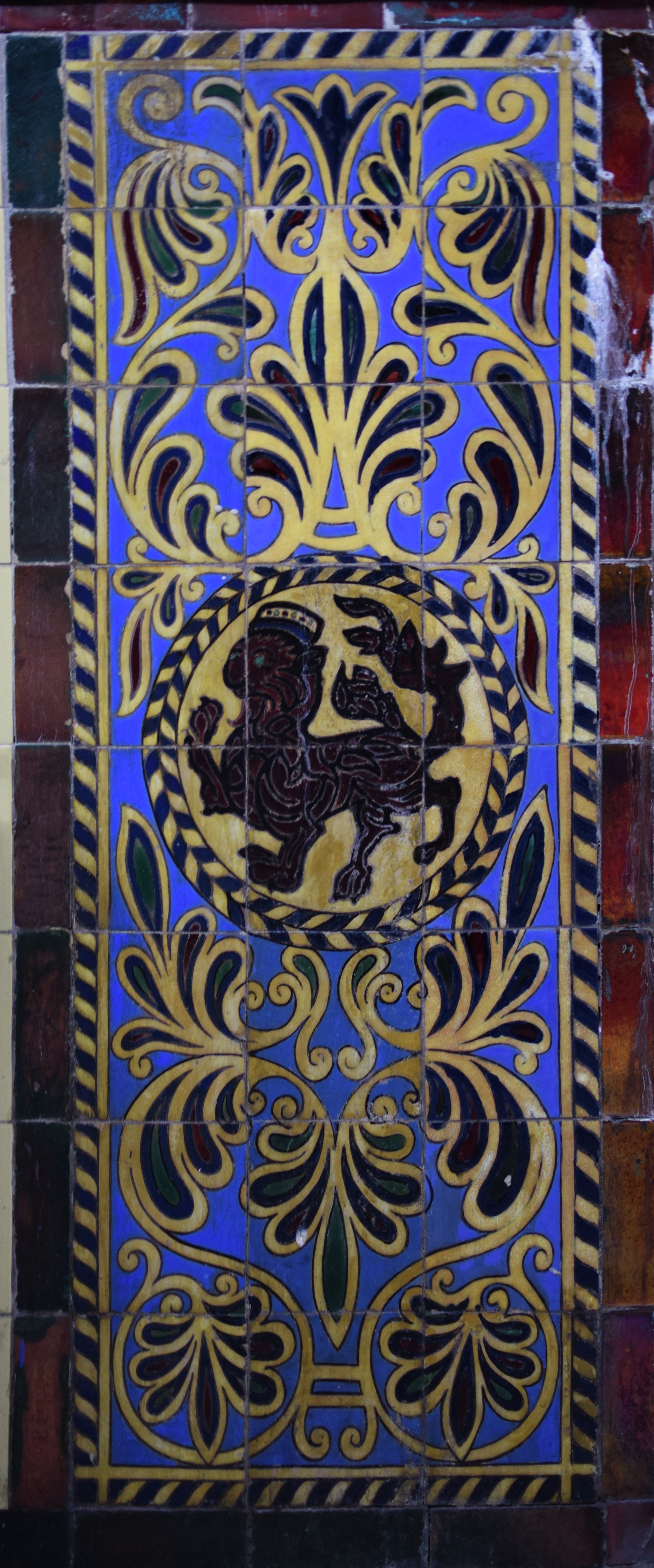
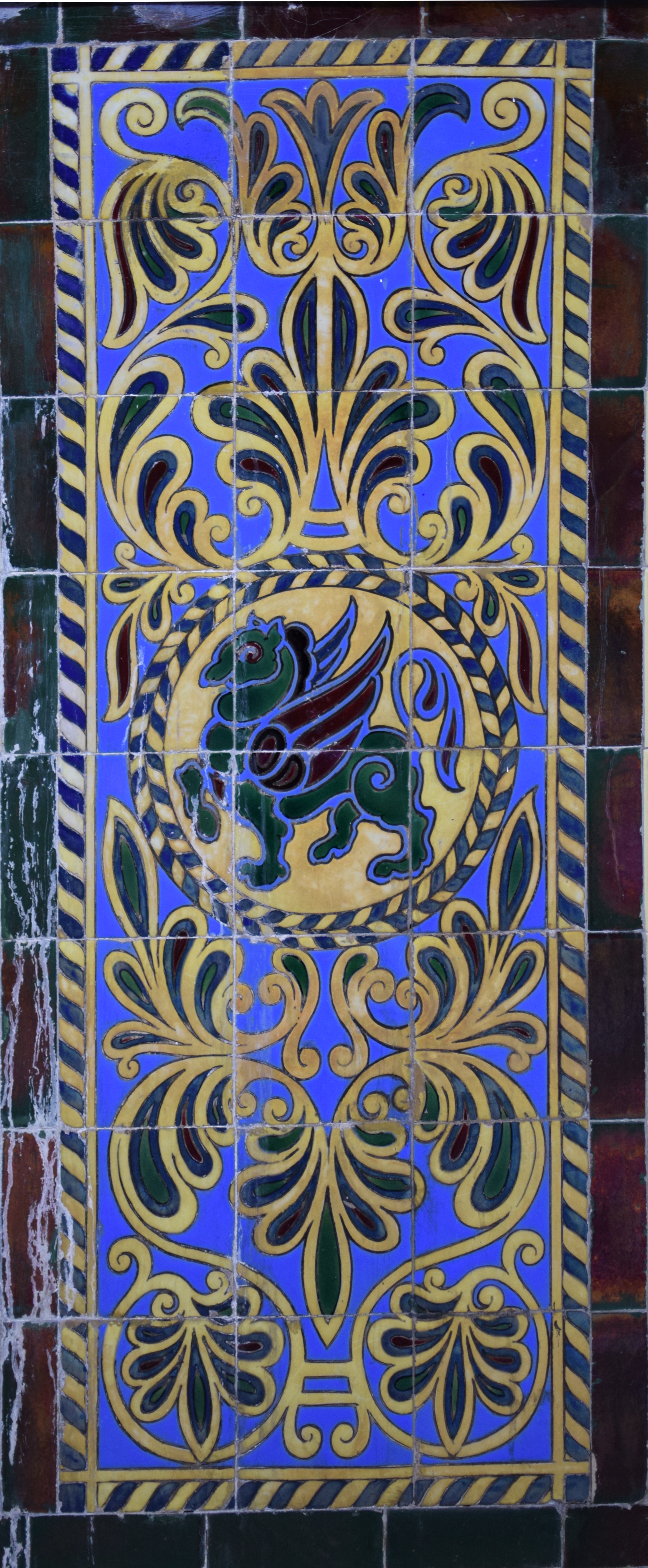
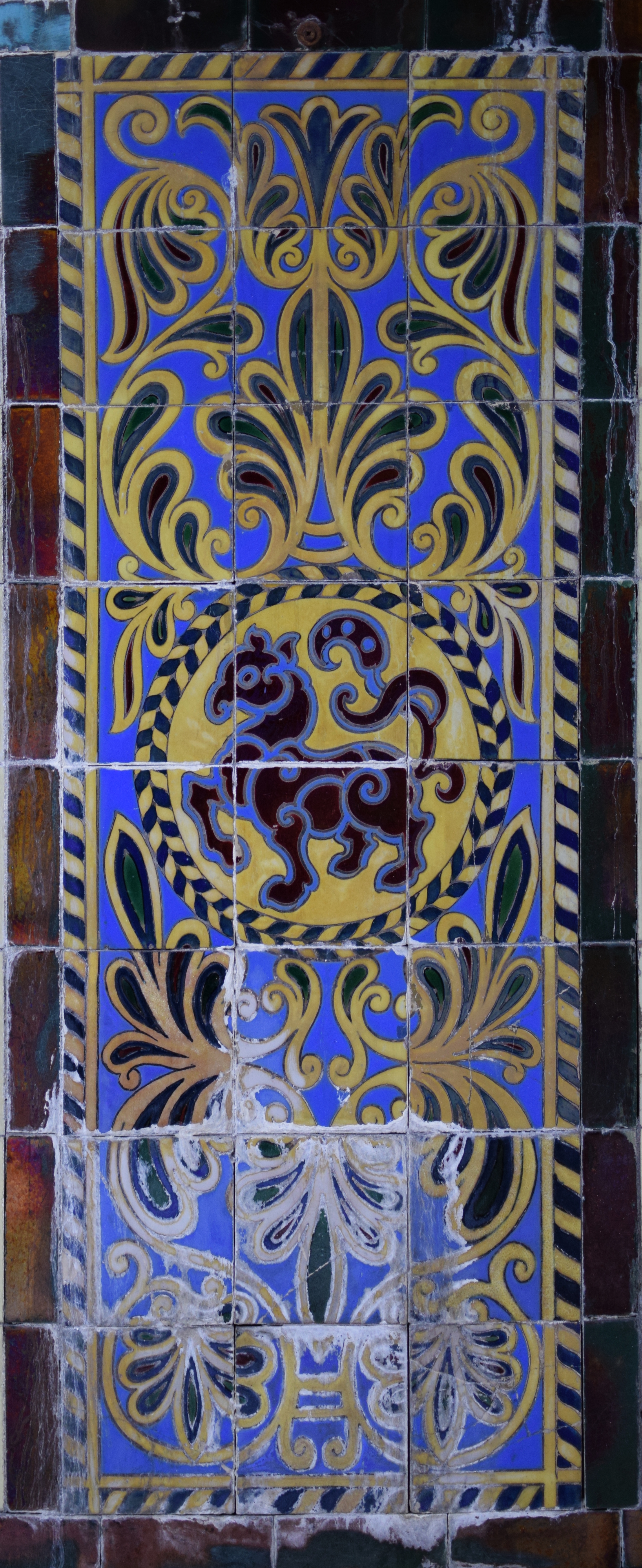
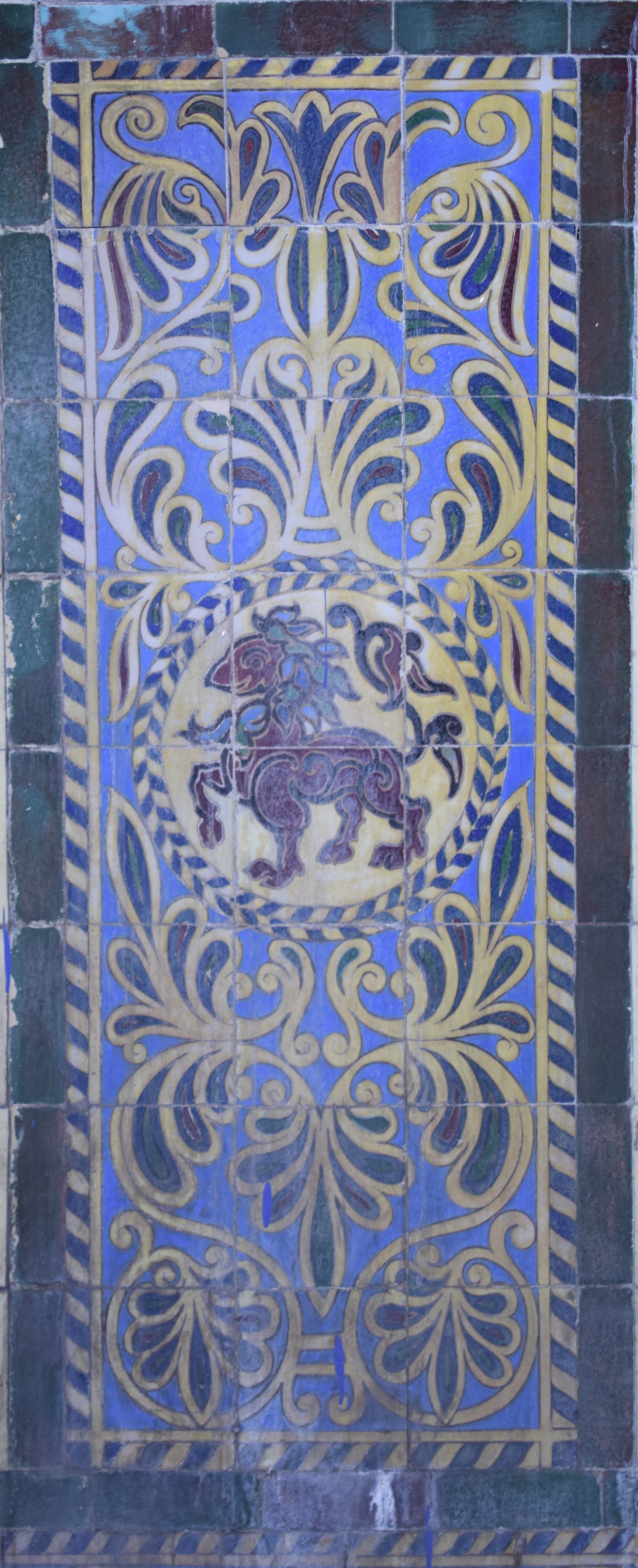
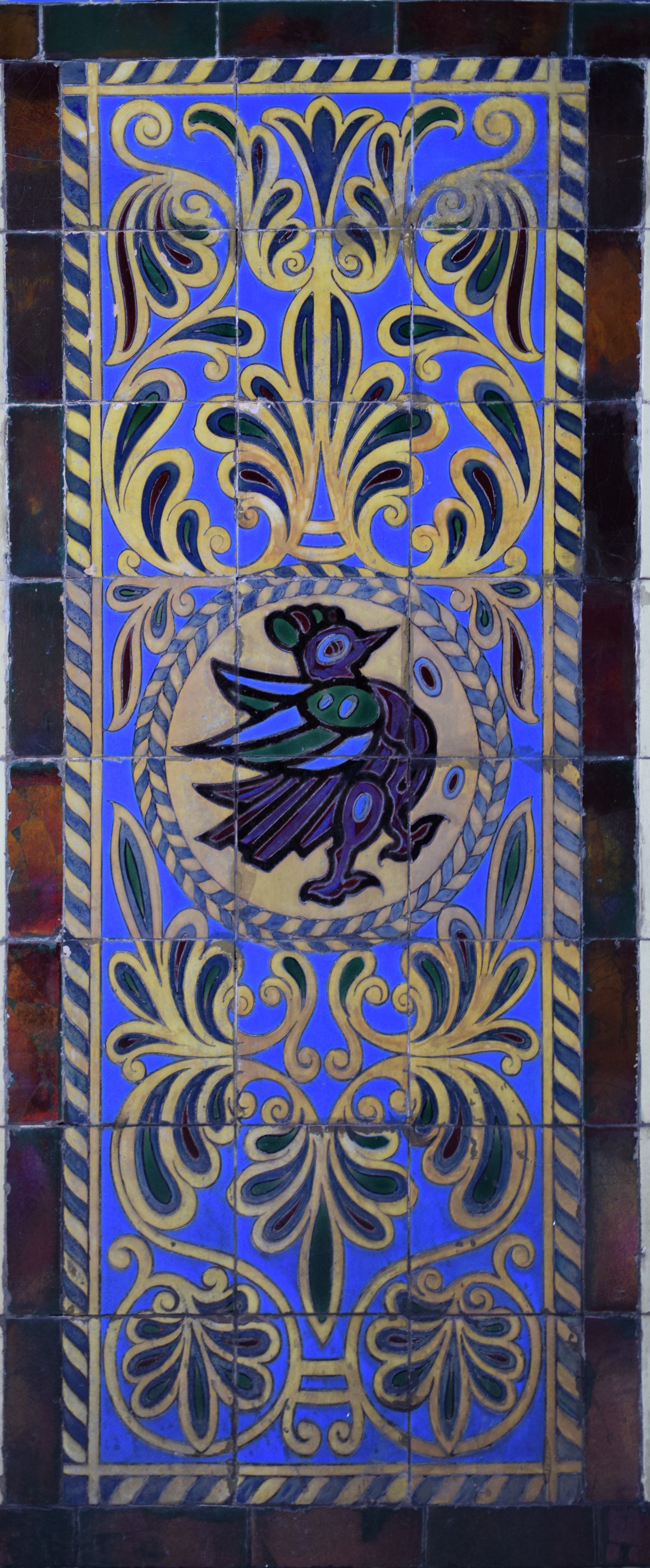
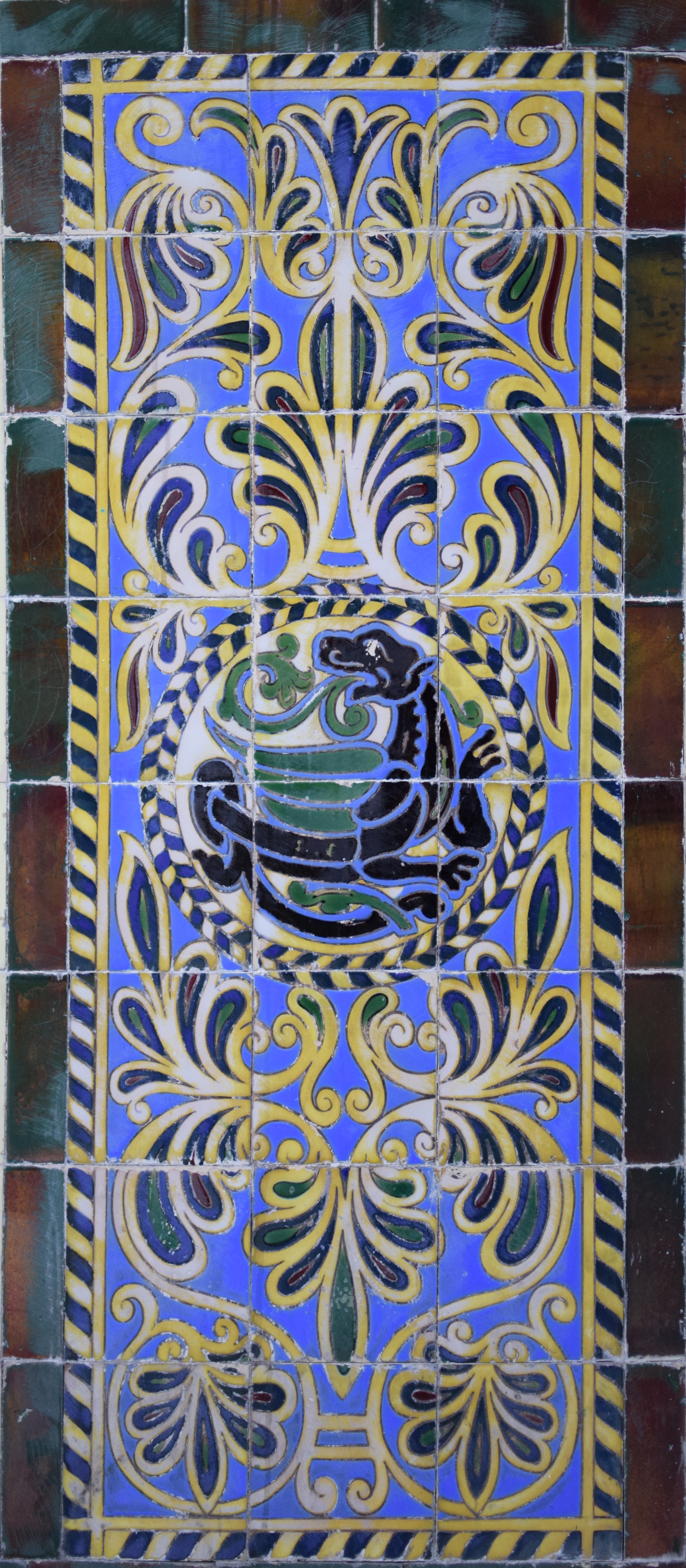
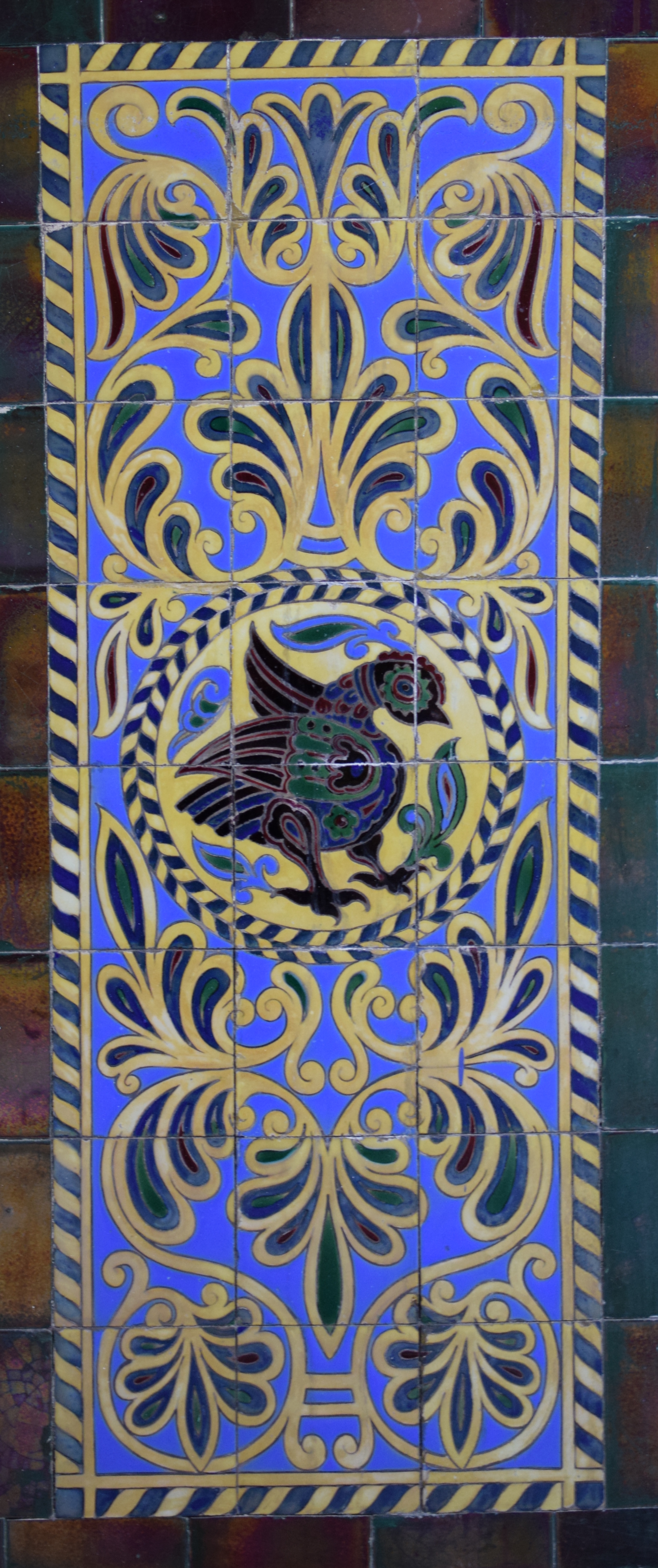
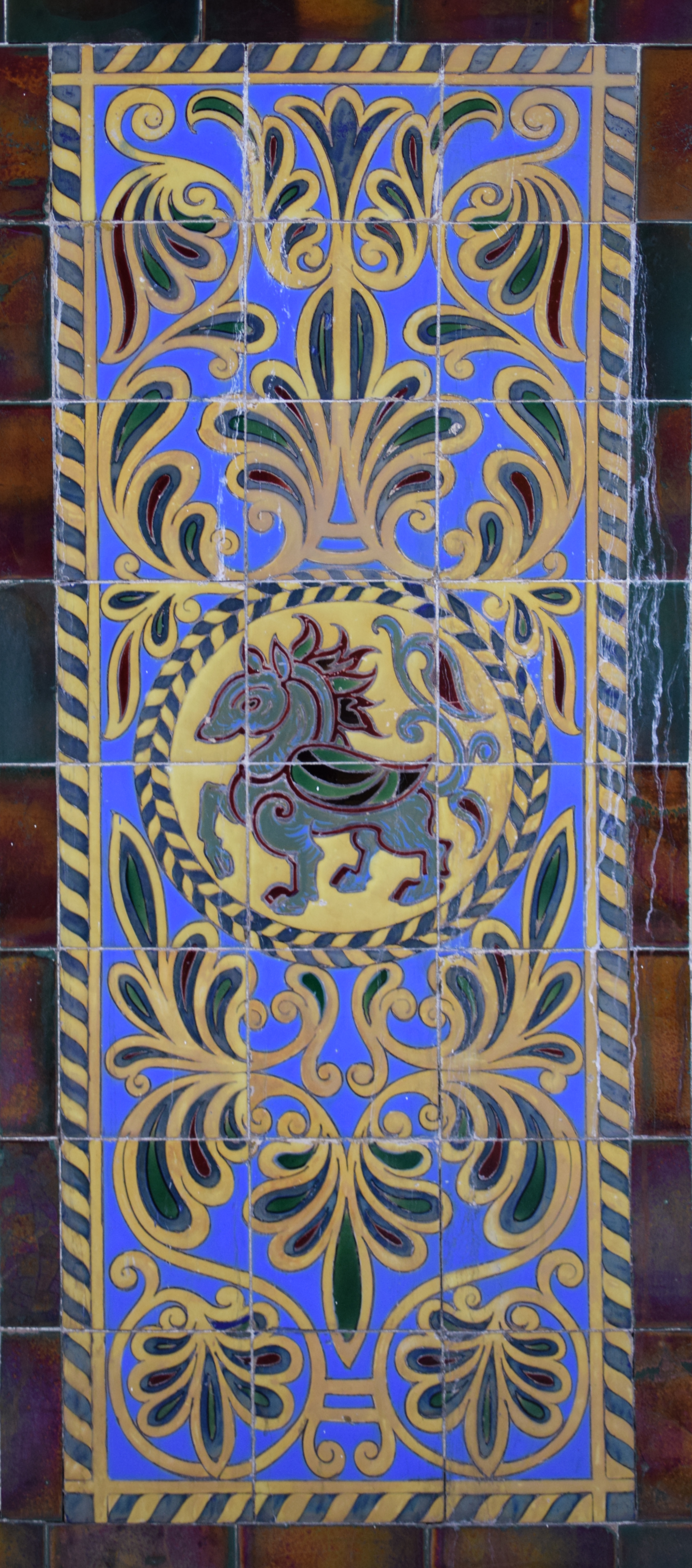
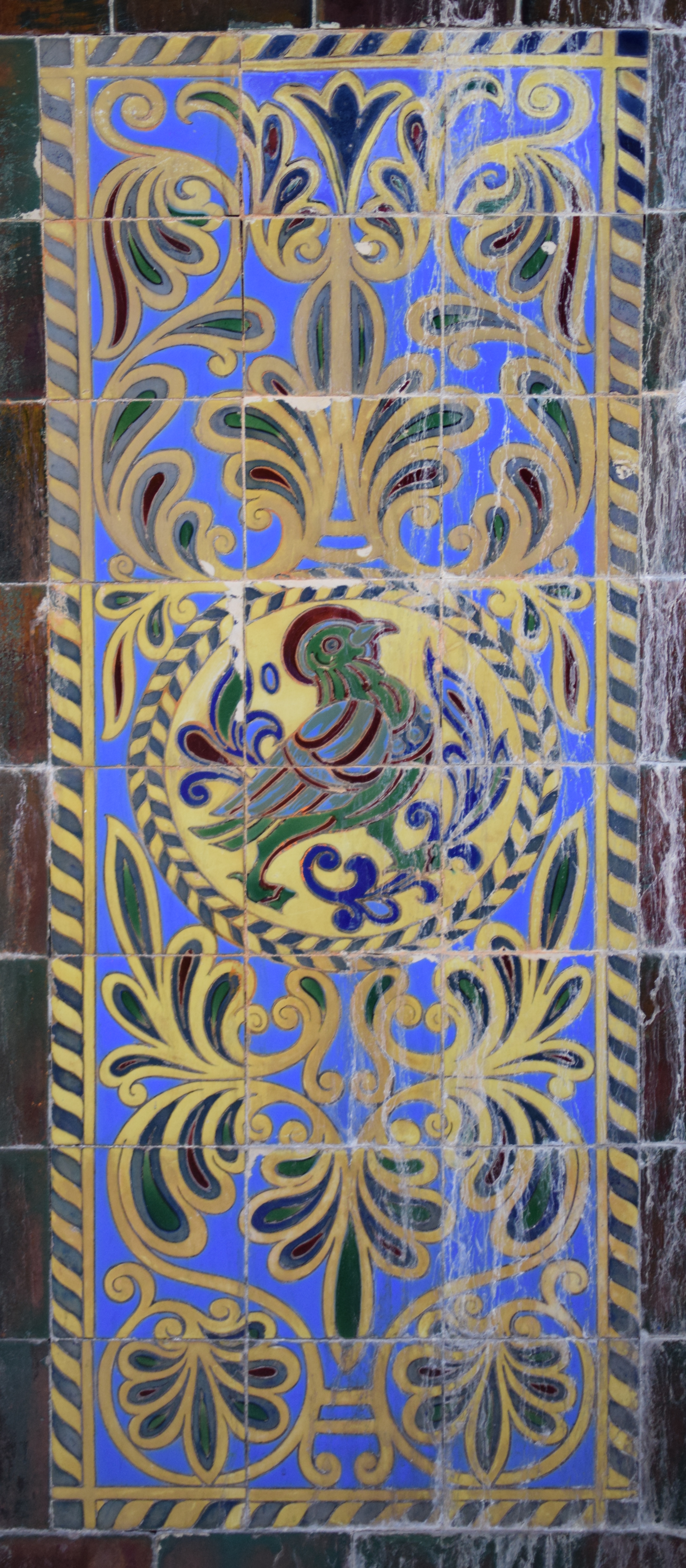
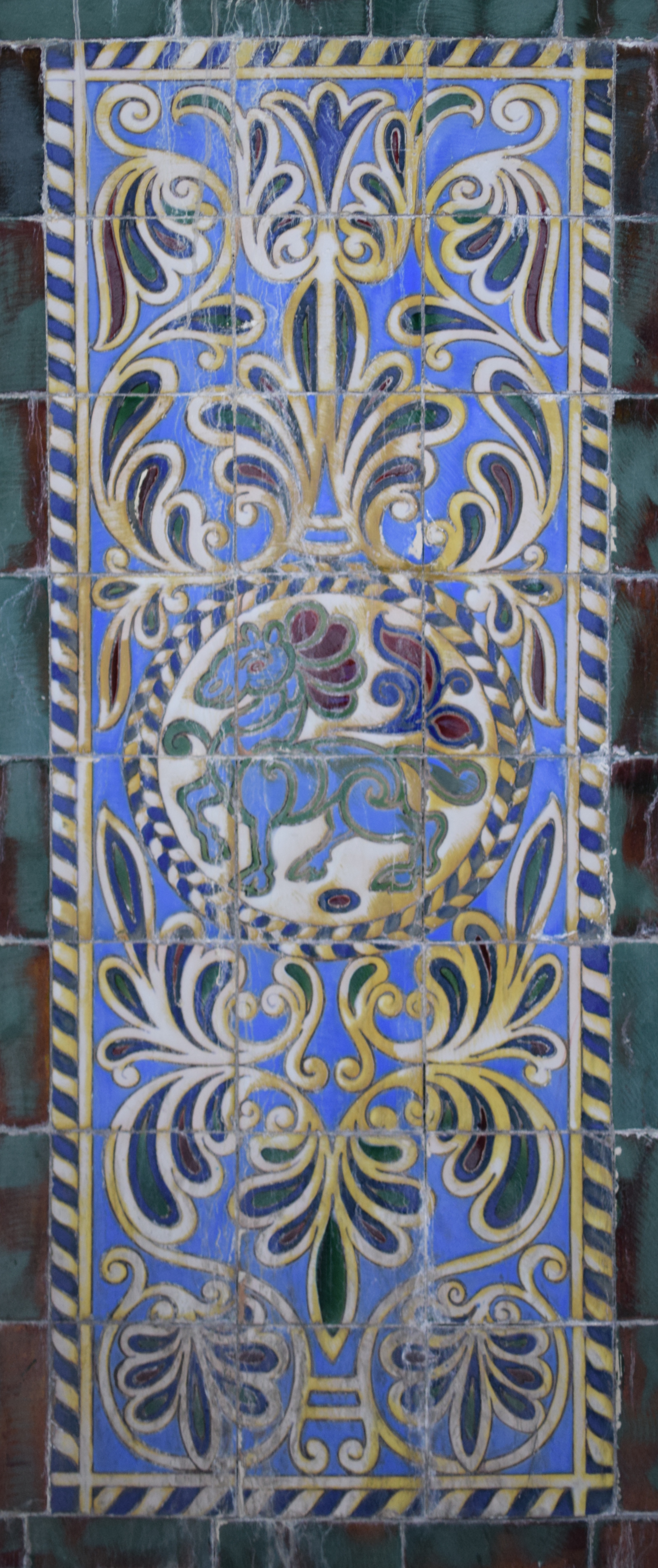